# Иоганн из Винтертура

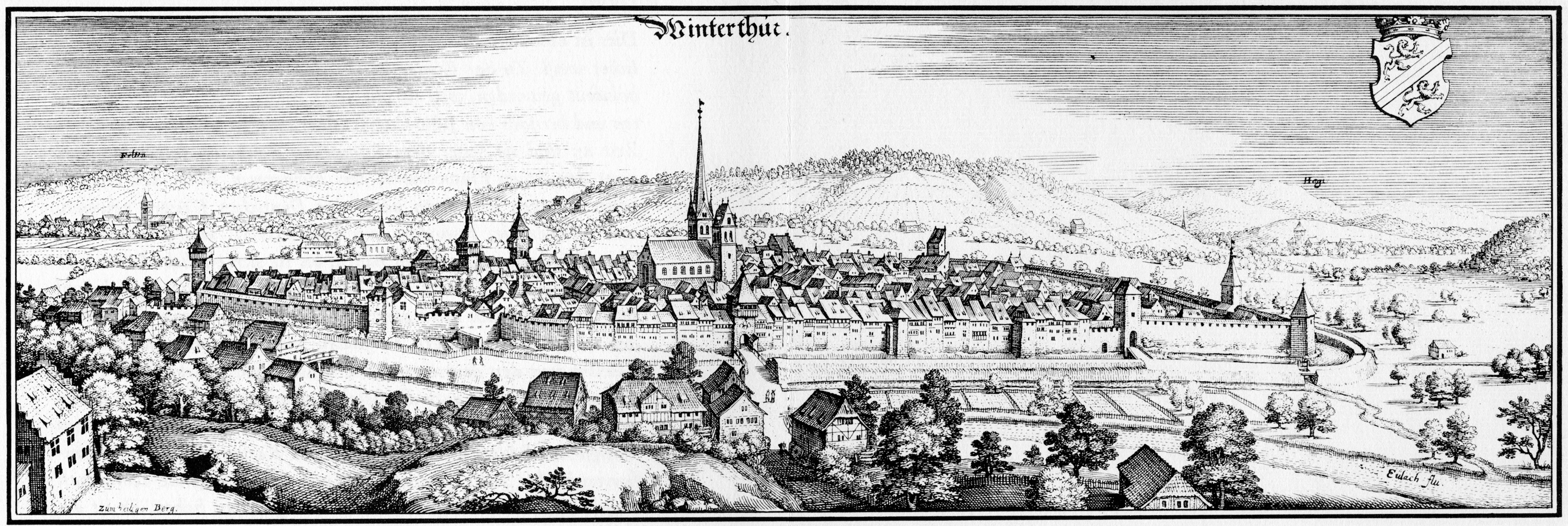
Город Винтертур в 1642 г. Гравюра Маттеуса Мериана

Иоганн из Винтертура (нем. Johannes von Winterthur, лат. Iohannes Vitoduranus, Johannis Vitodurani, около 1300 — после 4 июня 1348) — швейцарский хронист, монах-францисканец, автор «Хроники со времён императора Фридриха II до 1348 года» (лат. Chronicon a Friderico II Imperatore ad annum 1348), или «Хроники братьев-миноритов» (нем. Die Chronik des Minderbruders Johannes von Winterthur).

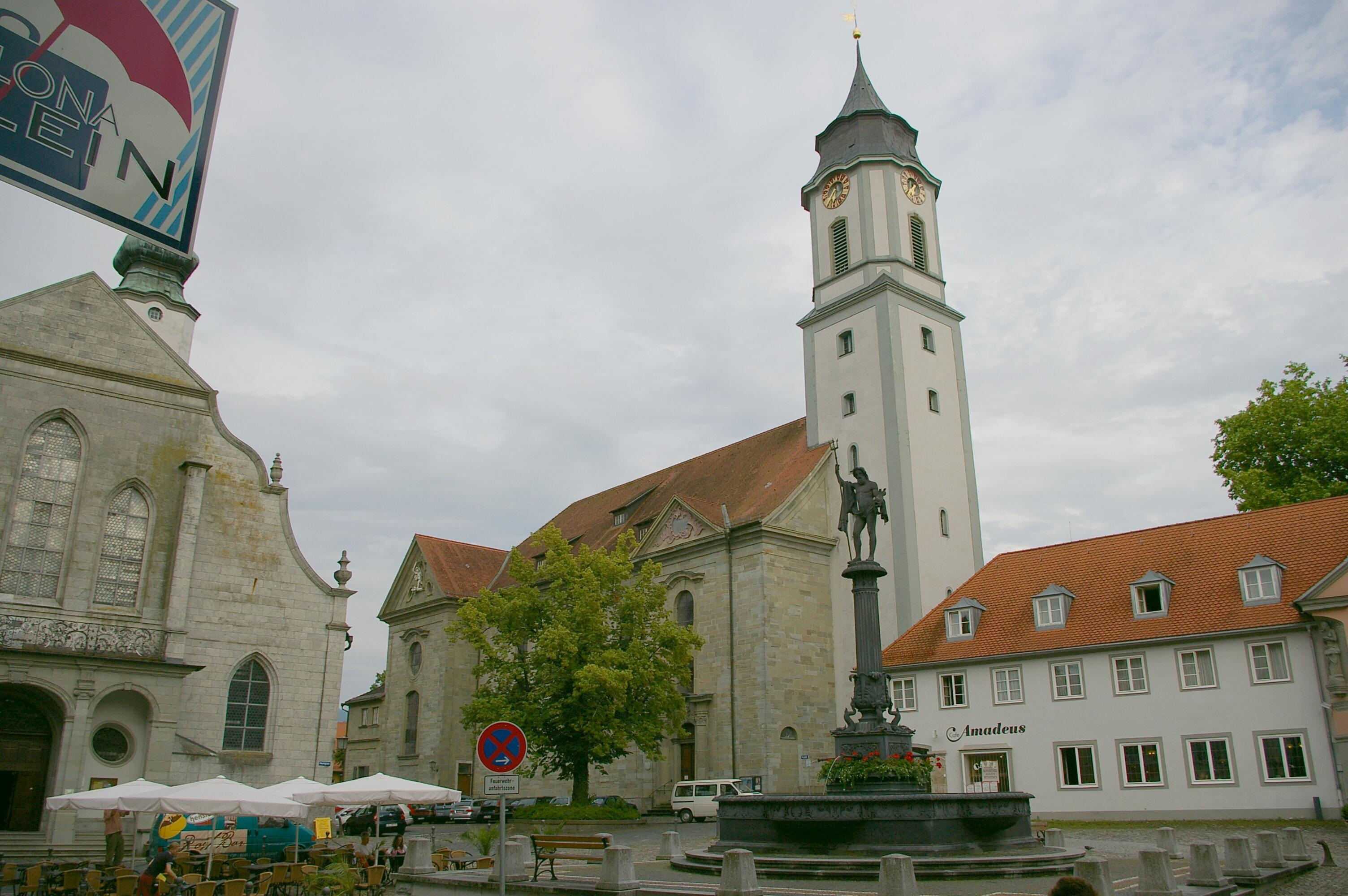
Панорама аббатства Линдау со стороны рыночной площади

## Биография
Родился около 1300 года в Винтертуре, в нынешнем кантоне Цюрих. С 1309 по 1315 год учился в церковной школе в своём родном городе, около 1317 года стал новицием ордена миноритов, старейшей ветви ордена францисканцев. С 1328 года жил в монастыре в Базеле, с 1335 года — в Шаффхаузене, с 1336 года — в Виллингене. С 1340 года осел во францисканском аббатстве Пресвятой Девы Марии в Линдау на Боденском озере, где занялся составлением своей хроники.
Умер после 4 июня 1348 года, которым датируется последняя запись в его хронике, возможно от чумы, в Цюрихе или в аббатстве Линдау.

## Сочинения
Свою хронику Иоганн из Винтертура начал составлять на латыни в 1340 году и закончил в июне 1348 года. Изначальный замысел его включал две части, первая из которых должна была содержать краткий обзор всемирной истории, но в итоге он успел закончить лишь вторую, названную «Хроникой со времён императора Фридриха II до 1348 года» (лат. Chronicon a Friderico II Imperatore ad annum 1348), позднее озаглавленную издателями «Хроникой братьев-миноритов» (нем. Die Chronik des Minderbruders Johannes von Winterthur), или «Хроникой Иоганна Винтертура» (нем. Johanns von Winterthur Chronik). От первой части сохранились лишь отрывки в рукописи из собрания Центральной библиотеки Цюриха, изложение событий в которых доведено до правления царя Дария I.
В качестве источников Иоганн пользовался «Всемирной хроникой» Фрутольфа из Михельсберга с продолжением Эккехарда из Ауры (нач. XII в.), «Схоластической историей» Петра Коместора (около 1173 г.), «Саксонской всемирной хроникой» (около 1229 г.), энциклопедией «О свойствах вещей» Бартоломея Английского (1250), «Золотой легендой» Иакова Ворагинского (1260), «Хроникой пап и императоров» Мартина Опавского (1278), «Эрфуртской хроникой» (нач. XIV в.), всемирной латинской хроникой швабского происхождения «Flores temporum» (около 1346 г.), а также, вероятно, местными монастырскими анналами. Помимо этого, он опирался на личные воспоминания и свидетельства своих современников, в том числе братьев-миноритов, превращаясь, по его собственным словам, в «живое эхо рассказов, которые циркулировали в том удивительно болтливом мире, каким была любая францисканская обитель».
Хроника излагает события истории Священной Римской империи с 1198 года, правления Фридриха II и понтификата Иннокентия III, до 1348 года, прихода к власти в Германии будущего императора Священной Римской империи Карла IV. Она является ценным источником, особенно о событиях первой половины XIV века в Северной Швейцарии, Австрии и Швабии. Немалый интерес представляют записанные в ней предания о Рудольфе I Габсбурге, не всегда, однако, верифицируемые независимыми источниками. 
Описывается борьба Швейцарского союза за независимость, в частности, убийство германского короля Альбрехта I 1 мая 1308 года, историческая битва у горы Моргартен (1315), «революция гильдий» цюрихского бургомистра Рудольфа Бруна (1336), конфликты городов с феодалами Верхней Швабии, борьба императора Людвига Баварского с авиньонскими папами и роль в ней ордена францисканцев.
Будучи всесторонне образованным и любознательным летописцем, Иоганн из Винтертура не оставляет без внимания и события в соседних государствах, не исключая разразившуюся между Францией и Англией Столетнюю войну. В частности, он сообщает об участии в историческом сражении при Креси (1346) вышеупомянутого Карла IV, сопровождавшего своего отца чешского короля Иоганна Люксембургского и «множества рыцарей-латников, а также швабов», сражавшихся на стороне французского короля Филиппа VI, о гибели в ней некого Генриха Мюнха из Базеля и т. п. 
Также его хроника сообщает о событиях в остальной Европе, Византии и на Ближнем Востоке. В частности, в ней содержится интересный, но малодостоверный рассказ о морском сражении с турками у полуострова Халкидики в ходе крестового похода на Смирну (1344).

## Рукописи и издания
Помимо вышеназванной автографической рукописи из Центральной библиотеки Цюриха (MS C 114d), известно несколько более поздних списков хроники Иоганна из Винтертура второй половины XIV—XV веков.
Впервые хроника была напечатана в 1700 году в Ганновере Готфридом Вильгельмом Лейбницем в первом томе «Дополнений исторических» (лат. Accessiones historicae), в 1723 году была переиздана в Лейпциге Иоганном Георгом Эккардом в первом томе «Собрания историков Средневековья» (лат. Corpus Historicum Medii Aevi), а в 1735 году в Цюрихе вышла более совершенная публикация Иоганна Конрада Фюссли, включившего её в сборник «Сокровища швейцарской истории» (лат. Thesaurus Historiæ Helveticæ). Комментированное научное издание хроники, под редакцией историка Георга фон Висса, вышло в 1856 году Цюрихе в 11-м томе «Архива истории Швейцарии» (нем. Archiv für schweizerische Geschichte). Подготовленный Бернхардом Фройлером (1820—1895) перевод на немецкий язык был опубликован в 1866 году в Винтертуре. В 1924 году в Берлине в серии Monumenta Germaniae Historica вышло исправленное издание под редакцией немецкого историка Фридриха Юргена Бетгена и швейцарского историка Карла Бруна.

## Публикации
- Corpus Historicum Medii Aevi: sive scriptores res in orbe universo praecipue in Germania, a temporibus maxime Caroli M. imperatoris usque ad finem seculi post C.N.XV. gestas, enarrantes aut illustrantes e variis codicibus manuscriptis per multos annos collecti. Editi a Jo. Georgio Eccardo. — Volume 2. — Lipsia, 1723. — 1250 p.
- Thesaurus historiae Helvetica, continens lectissimos scriptores, qui per varias aetates Reipublicae Helveticae rationem, instituta, mores etc. Hrsg. von Johann Conrad Füssli und J. J. Breitinger. — Zürich: Orell, 1735. — 773 p.
- Johannes Vitoduranus. Die Chronik des Minoriten Johannes von Winterthur. Nach der Urschrift herausgegeben durch Georg von Wyss // Archiv für schweizerische Geschichte. — Band XI. — Zürich: Ulrich, 1856. — 304 s.
- Die Chronik Johann’s von Winterthur. Übersetzung von Bernhard Freuler. — Winterthur: Ziegler, 1866. — 408 s.
- Chronica Iohannis Vitodurani, hrsg. von Friedrich Baethgen und Carl Brun // Monumenta Germaniae Historica. — Tomus 3. — Berolini: APUD Weidmannos, 1924. — 332 p. — (Scriptores rerum Germanicarum, Nova series).